# Paul Auster
Paul Benjamin Auster (Newark, 3 febbraio 1947 – New York, 30 aprile 2024) è stato uno scrittore, saggista, poeta, sceneggiatore, regista, attore e produttore cinematografico statunitense.
Residente a Brooklyn, New York, operò anche sotto gli pseudonimi di Paul Queen e Paul Benjamin.
Ascritto al cosiddetto Postmodernismo assieme ai suoi amici e colleghi connazionali Thomas Pynchon e Don DeLillo, fu protagonista della letteratura statunitense contemporanea, nonché di quella mondiale. La sua scrittura, diretta e incisiva, capace di scandagliare le angosce e le nevrosi dell'uomo di oggi e descrivere le solitudini delle vite contemporanee, in un mondo inesplicabile spesso dominato dal caso, inserita nel panorama della letteratura postmoderna, seppe fondere esistenzialismo, letteratura gialla e poliziesca, psicoanalisi, trascendentalismo e post-strutturalismo, in opere come Trilogia di New York (1987), Moon Palace (1989), La musica del caso (1990), Il libro delle illusioni (2002), Follie di Brooklyn (2005).
Fu un intellettuale la cui speculazione letteraria spesso sfociò in impegno civile e politico e che, attraverso i suoi libri, si interrogò spesso sul futuro del suo Paese.
Fu infatti fra i compilatori degli oltre mille lemmi costituenti il pamphlet, Futuro dizionario d'America (The Future Dictionary of America, McSweeney's 2005) - teso a dare visibilità al malcontento da parte del movimento culturale e letterario statunitense rispetto alla leadership politica USA all'alba del terzo millennio. Nella lista dei partecipanti vi furono, fra i molti altri, scrittori come Stephen King, Jonathan Franzen, Rick Moody, Joyce Carol Oates, Jeffrey Eugenides, tutti impegnati in un divertissement letterario giocante con il futuro (guardando al presente e riflettendo sul passato prossimo). In particolare, nel pamphlet, egli definì Bush (cespuglio in lingua inglese) - presidente degli Stati Uniti d'America in carica al momento della pubblicazione del libro - come un Arbusto velenoso di una specie estinta.
La sua poliedrica produzione artistica - influenzata tra gli altri autori, da Franz Kafka, Samuel Beckett, Miguel de Cervantes, Kurt Vonnegut, Albert Camus - lo portarono alla creazione anche di importanti opere cinematografiche. Tra le più famose: Smoke, Blue in the Face e Lulu on the Bridge. Insieme a Lou Reed e Woody Allen, fu uno dei più famosi "cantori" contemporanei della Grande Mela, creatore di un universo letterario incentrato attorno alla ricerca dell'identità, del senso e del significato della propria esistenza, sia essa individuale o collettiva, storica o sociale.

## Biografia

### L'infanzia a Newark
Paul Auster nacque il 3 febbraio 1947 a Newark, nel New Jersey, da genitori ebrei di origini polacche e austriache, Samuel, proprietario di alcuni palazzi e decisamente benestante e Queene (Bogat da nubile) di tredici anni più giovane del marito. Dopo un breve periodo di felice idillio familiare la madre comprese che il matrimonio sarebbe fallito ma, essendo incinta di Paul, decise di non romperlo. Auster crebbe nei sobborghi di Orange, New Jersey e Newark; tre anni dopo, nacque la sorella, Janet, che negli anni a venire avrebbe manifestato gravi problemi psicologici, al punto che i familiari furono costretti a farla interdire. Paul Auster si dichiarò ateo come affermò in un'intervista del 25 gennaio 2008 al quotidiano Corriere della Sera chiarendo "sono ebreo ma ateo".

### L'adolescenza e il viaggio in Europa
Nel 1959 i suoi genitori acquistarono una grande casa prestigiosa, nella quale il giovane Paul trovò numerose casse di libri lasciate da uno zio girovago che viaggiò estesamente per l'Europa; gettandosi a capofitto in quel tesoro, lesse entusiasticamente di tutto iniziando ad amare la letteratura. Fu in questo periodo che iniziò a scrivere poesie, all'età di appena dodici anni.
I suoi genitori divorziarono durante il suo ultimo anno al liceo e lui e la sorella andarono a vivere con la madre. Non partecipò alla consegna del diploma: "Mentre i miei compagni di classe indossavano il tocco e la toga e ricevevano i loro attestati, io ero già dall'altra parte dell'Atlantico". Così per due mesi e mezzo visse a Parigi, in Italia, in Spagna e in Irlanda, in cui si recò solo per "ragioni che c'entravano unicamente con James Joyce".

### Il ritorno negli Stati Uniti e Lydia Davis
Tornato negli Stati Uniti in settembre, frequentò il college alla Columbia University di Maplewood. Nel 1966 iniziò a frequentare la donna che poco più tardi avrebbe sposato, la collega Lydia Davis. Suo padre, insegnante di letteratura, presentò Auster allo scrittore francese Francis Ponge.
Nel 1967 si iscrisse al Junior Year Abroad Program della Columbia, prevedente il soggiorno per un anno all'estero durante il terzo anno di college; Auster scelse come meta Parigi. Nel 1968 ritornò alla Columbia: scrisse articoli, recensioni di libri, poesie utilizzando spesso degli pseudonimi come ad esempio quello di Paul Quinn.

### La laurea, le prime difficoltà e il soggiorno in Francia
Dopo essersi laureato alla Columbia nel 1970, lasciò gli Stati Uniti e per un anno lavorò come marinaio sulla petroliera Esso Florence.
Dal 1971 al 1974, con il denaro guadagnato, tornò a vivere in Francia, trasferendosi a Parigi. In questo periodo, contrassegnato da pesanti ristrettezze economiche, visse di lezioni private, saltuarie collaborazioni ai giornali, scrittura di soggetti per film muti (lavoro che avrebbe poi influenzato opere come Il libro delle illusioni e Trilogia di New York) e traduzioni di opere di autori della letteratura francese, come: Stéphane Mallarmé, Joseph Joubert, Jacques Dupin, Jean-Paul Sartre e Georges Simenon.

### Il ritorno in patria, il divorzio e la morte del padre
Al ritorno in patria, cominciò a pubblicare racconti, articoli e recensioni su diversi giornali e riviste. Su Harper's Saturday Rewiew e su The New York Review of Books pubblicò invece le sue poesie. Nel 1974 si stabilì a New York e pubblicò la raccolta di versi Unearth, cui fece seguito nel 1976, Wall Writing, una pièce teatrale (Laurel and Hardy go to heaven, 1977) e White spaces (1980), primo testo in prosa preludente a L'invenzione della solitudine (The invention of solitude, 1982; trad. it. 1993).
Nel 1977 divenne padre di Daniel e si trasferì con la famiglia in campagna. IEssendo in ristrettezze economiche, egli si cimentò in diversi lavori - avendo ormai poco tempo per scrivere - inventando addirittura un gioco di carte denominato "Action baseball", presentandolo anche alla Fiera del Giocattolo di New York con scarsissimi risultati.
Nel 1978 arrivarono il divorzio con la Davis e la morte di suo padre, eventi che lo spinsero a scrivere nel 1982 L'invenzione della solitudine, romanzo autobiografico "dall'originale intreccio di saggio, fiction e autobiografia", generato dalla morte del padre e incentrato sul rapporto problematico che sempre visse con lui.

### Il secondo matrimonio e l'inizio del successo
I quattro anni successivi al 1978 furono decisivi. Incontrò la donna della sua vita, la collega Siri Hustvedt (di origine norvegese, figlia del professore e studioso Lloyd Hustvedt) che sposò nel 1981 e da cui ebbe una figlia, Sophie, divenuta un'attrice e cantante popolare in Francia. Contemporaneamente iniziò a pieno titolo la sua carriera di scrittore, riuscendo finalmente ad avere "[...] l'occasione di fare il lavoro verso cui intimamente si è sempre sentito portato".
Il successo arrivò nel 1987 con la pubblicazione del romanzo Trilogia di New York (New York trilogy, trad. it. 1987), composto da Città di vetro (City of glass, 1985), Fantasmi (Ghosts, 1986) e La stanza chiusa (The locked room, 1987), definita dalla Enciclopedia Treccani:
(Enciclopedia Treccani)
Paul Auster divenne uno dei più apprezzati scrittori contemporanei a livello internazionale, riuscendo ad avere ruoli di primo piano non solo in ambito propriamente letterario, ma anche cinematografico. Da quel momento Paul Auster divenne uno scrittore di culto e dalle poliedriche attività: scrisse i film La musica del caso, Smoke, Blue in the Face e divenne regista con Lulu on the Bridge e La vita interiore di Martin Frost.

### Morte
Paul Auster morì a New York il 30 aprile 2024 all'età di 77 anni per un cancro ai polmoni. Dopo la diagnosi nel 2022 lo scrittore si sottopose a trattamenti di chemioterapia e immunoterapia presso il Memorial Sloan-Kettering Cancer Center di New York.

## Scrittura
(Paul Auster, L'arte della fame, Einaudi, traduzione di Massimo Bocchiola)

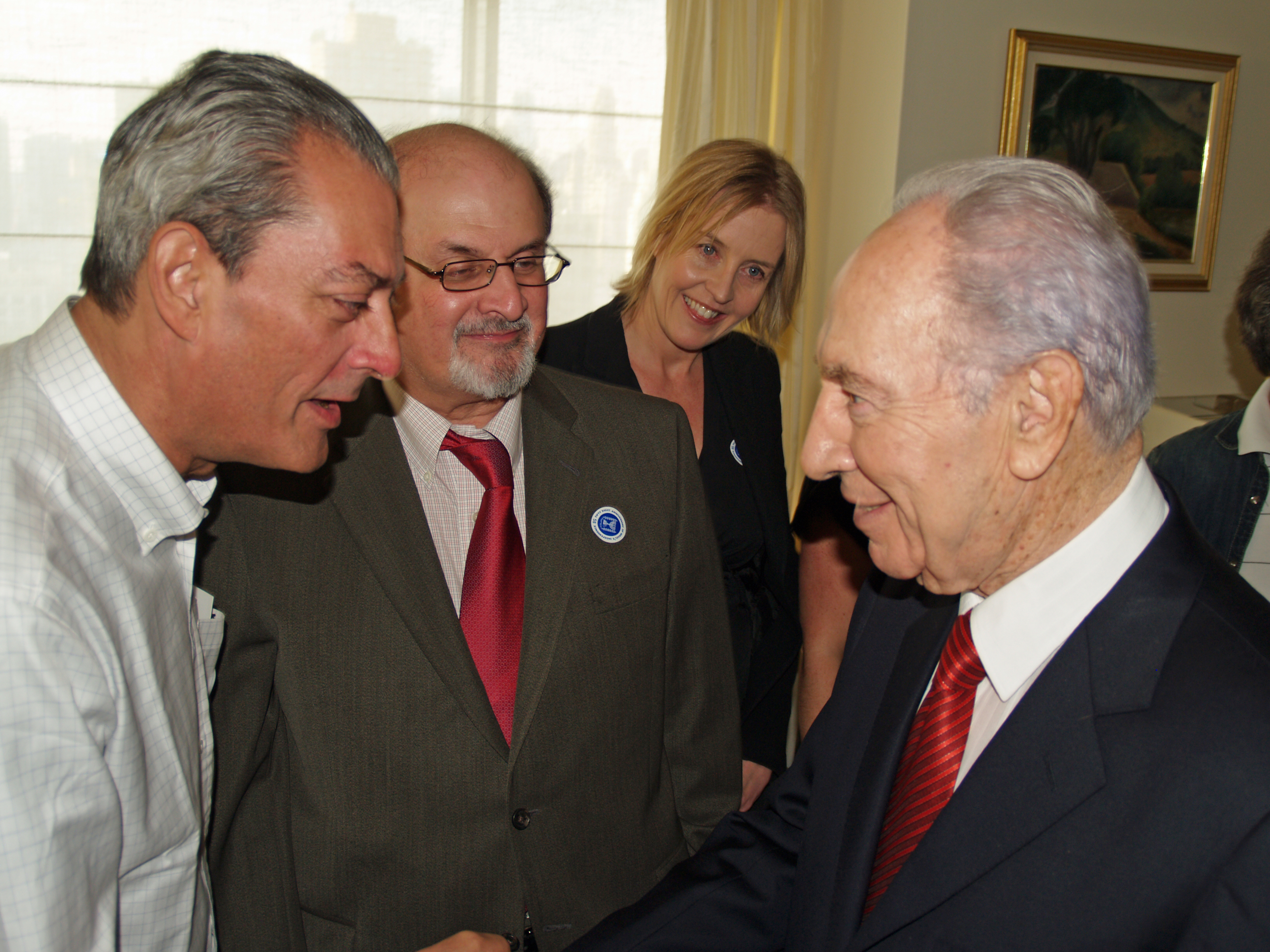
Auster saluta il presidente israeliano Shimon Peres con Salman Rushdie e Caro Llewellyn nel 2008

Dopo il suo acclamato lavoro di debutto, un libro di memorie intitolato L'invenzione della solitudine, Auster guadagnò fama per una serie di tre romanzi polizieschi vagamente collegati tra loro, pubblicati collettivamente come Trilogia di New York. Questi libri non sono romanzi polizieschi tradizionali organizzati intorno ad un mistero e ad una serie di indizi. Piuttosto, egli usa la forma poliziesca per risolvere i problemi esistenziali e le questioni di identità, lo spazio, la lingua e la letteratura, creando la sua stessa forma postmoderna (e critica postmodernista) distintiva nel processo. Mettendo a confronto le due opere, Auster affermò:
(Paul Auster)
La ricerca dell'identità personale, del senso e del significato della propria esistenza è permeata nelle pubblicazioni successive di Auster, molte delle quali si concentrano fortemente sul ruolo della coincidenza e degli eventi casuali (La musica del caso) o ancor più, le relazioni tra persone e i loro coetanei e l'ambiente (Il libro delle illusioni, Moon Palace). Gli eroi di Auster si trovano spesso costretti a operare come facenti parte di progetti imperscrutabili e fuori dalla realtà di qualcun altro.

### Influenze
In un'intervista che includeva nella sua collezione saggistica L'arte della fame, Paul Auster dà un interessante rendiconto delle principali influenze sui suoi romanzi - un rendiconto che suggerisce il motivo per cui questi romanzi non sono molto adatti al convenzionale adattamento cinematografico:
(Paul Auster)

### Temi
Secondo una tesi di Heiko Jakubzik presso l'Università di Heidelberg, due influenze centrali nella scrittura di Paul Auster sono la psicoanalisi di Jacques Lacan e il trascendentalismo statunitense della prima metà del XIX secolo, esemplificato da Henry David Thoreau e Ralph Waldo Emerson.
La teoria di Lacan dichiara che entriamo nel mondo attraverso le parole. Osserviamo il mondo attraverso i nostri sensi, ma il mondo che percepiamo è strutturato (mediato) nella nostra mente attraverso il linguaggio. Così anche il nostro inconscio è strutturato come un linguaggio. Questo ci lascia con un senso di irregolarità. Possiamo percepire solo il mondo attraverso il linguaggio, ma abbiamo la sensazione che manchi qualcosa. Questa è la sensazione di essere fuori dal linguaggio. Il mondo può essere costruito solo attraverso il linguaggio, ma lascia sempre qualcosa di scoperto, qualcosa che non può essere detto o essere pensato, può essere percepito solo. Questo è uno dei temi centrali della scrittura di Paul Auster.
Lacan è considerato una delle figure chiave del post-strutturalismo francese. Alcuni studiosi sono pronti a scorgere tracce di altri filosofi post-strutturalisti in tutta l'opera di Auster - soprattutto Jacques Derrida, Jean Baudrillard e Michel de Certeau - anche se Auster ha affermato di trovare tali filosofie 'illeggibili'.
I trascendentalisti credono che l'ordine simbolico della civiltà ci separi dall'ordine naturale del mondo. Ritornando nella natura - come ha fatto Thoreau in Walden - sarebbe possibile tornare a questo ordine naturale.
Il fattore comune di entrambe le ideologie è la questione del significato dei simboli per gli esseri umani. I protagonisti di Auster spesso sono scrittori che stabiliscono senso nella loro vita attraverso la scrittura e cercano di trovare il loro posto all'interno dell'ordine naturale, per essere in grado di vivere di nuovo all'interno della "civiltà".
Edgar Allan Poe, Samuel Beckett e Herman Melville hanno avuto una forte influenza sulla scrittura di Auster. Non solo i loro personaggi riappaiono nel lavoro di Auster (come William Wilson di Poe in Città di vetro o come Lo studente (Fanshawe) (1828) di Hawthorne in La stanza chiusa, sia dalla Trilogia di New York), Auster usa anche variazioni sui temi di questi scrittori.
Soggetti ricomparsa di Paul Auster sono:
- il caso, il destino e le coincidenze (La musica del caso)
- la frequente rappresentazione di una vita ascetica
- un senso di catastrofe imminente
- uno scrittore ossessivo come personaggio centrale o narratore
- la perdita della capacità di comprendere, inettitudine e incomunicabilità
- la perdita del linguaggio
- l'uso del proprio nome all'interno dell'opera (Trilogia di New York)
- la perdita di denaro - avendone molto, ma perdendone a poco a poco fino a finirne
- la rappresentazione della vita quotidiana e ordinaria
- il fallimento[19]
- il rapporto padre-figlio, l'assenza del padre (L'invenzione della solitudine)
- la scrittura e la narrazione di storie, il metaromanzo
- l'intertestualità
- la storia statunitense
- l'ambientazione statunitense

#### La 'musica del caso' e le coincidenze
Le istanze di coincidenza possono essere trovate in tutto il lavoro di Auster. Auster sostiene che le persone sono così influenzate dalla continuità tra loro che non vedono gli elementi di coincidenza, incoerenza e contraddizione nella propria vita:
(Paul Auster)

#### Il fallimento
Il fallimento, nelle opere di Paul Auster, non è esattamente l'opposto del lieto fine. In Moon Palace e Il libro delle illusioni nasce dalla incertezza del soggetto sullo stato della propria identità. I protagonisti iniziano la ricerca di una propria identità e riducono la loro vita al minimo assoluto. Da questa partenza da zero acquistano nuova forza e iniziano la loro nuova vita e sono anche in grado di ritrovare il contatto con l'ambiente circostante. Uno sviluppo simile può essere visto anche in Città di vetro e La musica del caso.
Il fallimento in questo contesto non è il "nulla" - è l'inizio di qualcosa di totalmente nuovo.

#### Identità e soggettività
I protagonisti di Auster spesso passano attraverso un processo che riduce la loro struttura di sostegno ad un minimo assoluto. Essi troncano ogni contatto con la famiglia e gli amici, soffrono la fame, e perdono o danno via tutti i loro averi. Da questa condizione di "nulla" escono o acquistando nuova forza per riconnettersi con il mondo oppure fallendo e scomparendo per sempre.
(Paul Auster sul protagonista di La stanza chiusa, citato in Pynchon, Auster, DeLillo, di Martin Klepper)

## Critica
"Negli ultimi 25 anni", ha affermato Michael Dirda nel New York Review of Books nel 2008, "Paul Auster ha stabilito una delle nicchie più caratteristiche della letteratura contemporanea". Dirda ha anche esaltato le sue ricche virtù nel Washington Post:
(Michael Dirda)
Il critico letterario James Wood, tuttavia, offre a Auster poca lode nel suo commento Shallow Graves, del numero del 30 novembre 2009 del New Yorker:
(James Wood)

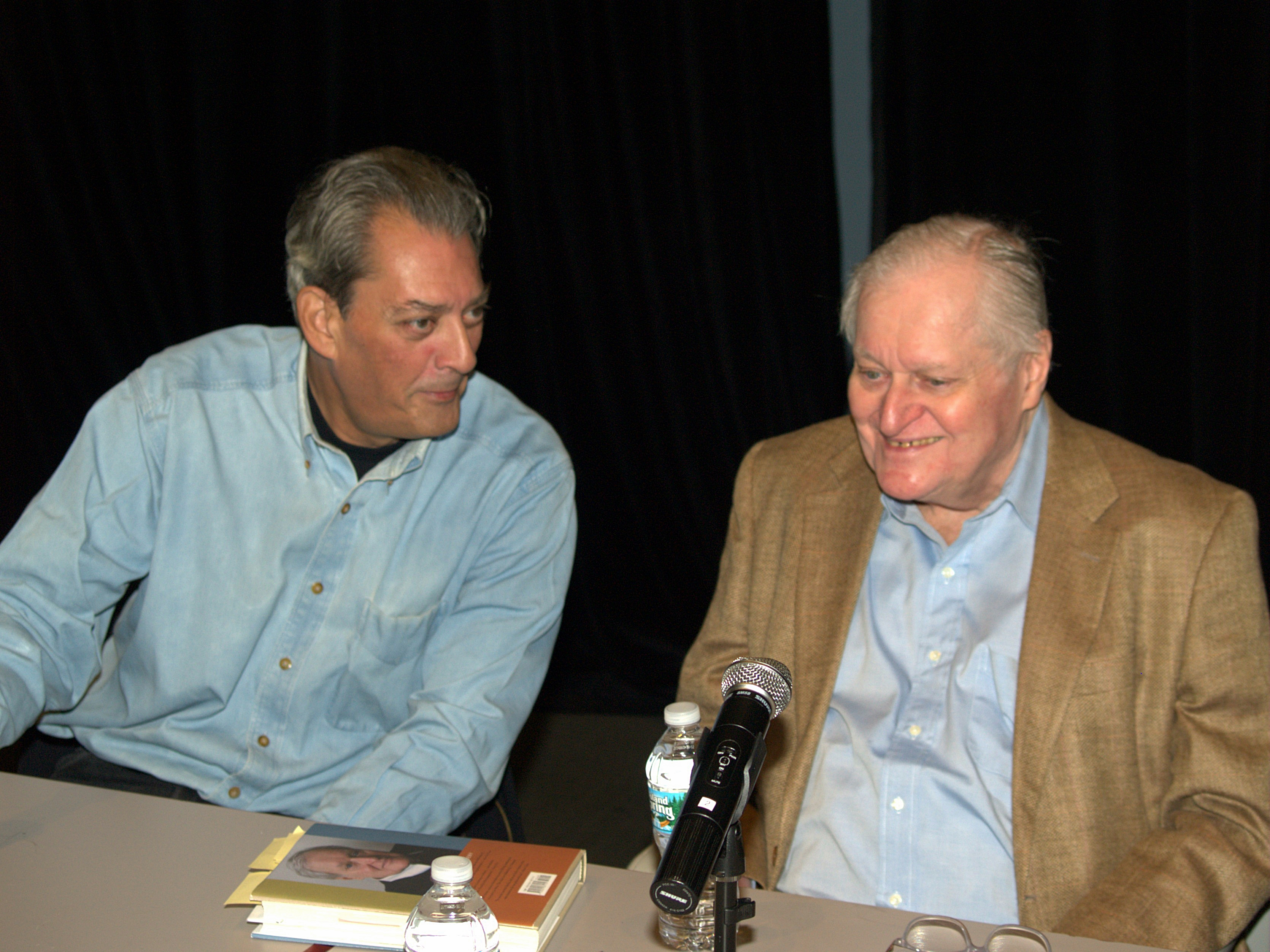
Auster con John Ashbery al Brooklyn Book Festival

Considerando che sia Dirda che Wood esaminano Auster dal punto di vista di critici letterari (e autori statunitensi compagni), ci sono altri punti di vista per quanto riguarda la critica dei contendenti di Auster. Ad esempio, Morris Berman, storico culturale e critico sociale, dichiarò nel 2012 che:
(Morris Berman)

## Opere

### Narrativa

#### Romanzi
- Gioco suicida (con lo pseudonimo di Paul Benjamin) (Squeeze Play, 1982), trad. di Massimo Bocchiola, Torino, Einaudi, 2006, ISBN 88-58-409-72-8, ISBN 978-88-061-8357-8.
- Trilogia di New York (The New York Trilogy, 1987), La trilogia di New York, Milano, Rizzoli, 1987; trad. di Massimo Bocchiola, Torino, Einaudi, 1996, ISBN 978-88-061-4131-8.
  - Città di vetro (City of Glass, 1985)
  - Fantasmi (Ghosts, 1986)
  - La stanza chiusa (The Locked Room, 1987)
- Nel paese delle ultime cose (In the Country of Last Things, 1987), Il paese delle ultime cose, Guanda, 1996; Nel paese delle ultime cose, trad. di Monica Sperandini, Torino, Einaudi, 2003, ISBN 978-88-061-9020-0.
- Moon Palace (Moon Palace, 1989), Il palazzo della luna, Milano, Rizzoli, 1990; Moon Palace, trad. di Mario Biondi, Torino, Einaudi, 1997, ISBN 88-06-143-29-8, 978-88-061-4329-9; Einaudi, 2007, ISBN 8806189077, ISBN 9788806189075.
- La musica del caso (The Music of Chance, 1990), trad. di Massimo Birattari, Guanda, 1991; Torino, Einaudi, 2009, ISBN 978-88-061-9895-4.
- Il racconto di Natale di Auggie Wren (Auggie Wren's Christmas Story, 1990), Christmas story, il Natale di Auggie Wren, Motta Junior, 1998; Esperimento di verità. Il racconto di Natale, Torino, Einaudi, 2005; poi Esperimento di verità. seguito da Il racconto di Natale di Auggie Wren, trad. di Igor Legati, Massimo Bocchiola, Magiù Viardo, Torino, Einaudi, 2013, ISBN 88-58-410-10-6, ISBN 9788858410103.
- Leviatano (Leviathan, 1992), trad. di Eva Kampmann, Guanda, 1995; Torino, Einaudi, 2003, ISBN 978-88-061-8010-2; Einaudi, 2013, ISBN 88-58-408-66-7, ISBN 978-88-584-0866-7.
- Mr. Vertigo (Mr. Vertigo, 1994), trad. di Susanna Basso, Torino, Einaudi, 1995; Einaudi, 1999, ISBN 978-88-061-4097-7.
- Timbuctú (Timbuktu, 1999), trad. di Massimo Bocchiola, Torino, Einaudi, 1999, ISBN 978-88-061-5216-1; 2013, ISBN 88-58-410-11-4, ISBN 978-88-584-1011-0.
- Il libro delle illusioni (The Book of Illusions, 2002), trad. di Massimo Bocchiola, Torino, Einaudi, 2003, ISBN 978-88-061-6500-0.
- La notte dell'Oracolo (Oracle Night, 2004), trad. di Massimo Bocchiola, Torino, Einaudi, 2004, ISBN 978-88-061-6919-0.
- Purgatory[26] (Purgatory, ...) (Purgatory, Leconte, 2005, ISBN 88-88-361-21-9, ISBN 978-88-883-6121-5. [estratti da Follie di Brooklyn]
- Follie di Brooklyn (The Brooklyn Follies, 2005), trad. di Massimo Bocchiola, Torino, Einaudi, 2005, ISBN 978-88-061-7257-2.
- Viaggi nello scriptorium (Travels in the Scriptorium, 2007), trad. di Massimo Bocchiola, Torino, Einaudi, 2007, ISBN 978-88-061-8349-3; Einaudi, 2010, ISBN 8858401786, ISBN 9788858401781.
- Uomo nel buio (Man in the Dark, 2008), trad. di Massimo Bocchiola, Torino, Einaudi, 2008, ISBN 978-88-061-9474-1.
- Invisibile (Invisible, 2009), trad. di Massimo Bocchiola, Torino, Einaudi, 2009, ISBN 88-06-199-70-6, ISBN 9788806199708 - Einaudi, 2011, ISBN 8806207849, ISBN 9788806207847.
- Sunset Park (Sunset Park, 2010), trad. di Massimo Bocchiola, Torino, Einaudi, 2010.
- 4 3 2 1 (4 3 2 1, 2017), trad. di Cristiana Mennella, Torino, Einaudi, 2017.
- Baumgartner (2023), traduzione di Cristiana Mennella, Collana Supercoralli, Torino, Einaudi, 2023, ISBN 978-88-062-6123-8.

#### Romanzi grafici
- Città di vetro (City of Glass: The Graphic Novel, 1994), con Paul Karasik e David Mazzucchelli, trad. di Carlo Oliva, Roma, Anabasi, 1994; Milano, Bompiani, 1995; poi La città di vetro, Bompiani, 1998; Città di vetro, trad. di C. Oliva e Omar Martini, Coconino Press, 2005.
- Baci da New York: copertine e disegni realizzati per la più insigne delle riviste americane dal più inquietante dei suoi artisti, con Art Spiegelman, Milano, Nuages, 2002.

### Poesia
- Unearth (1974)
- Wall Writing (1976)
- Fragments from the Cold (1977)
- Facing the Music (1980)
- Disappearances: Selected Poems (1988)
- Ground Work: Selected Poems and Essays 1970-1979 (1990)
- Affrontare la musica. Poesie (Collected Poems, 2004), trad. di Massimo Bocchiola, testo originale a fronte, Introduzione di Norman Finkelstein, Torino, Einaudi, 2006, ISBN 978-88-061-8376-9.

### Saggi, memorie autobiografiche, conversazioni
- L'invenzione della solitudine (The Invention of Solitude, 1982), Roma, Anabasi, 1993; trad. di Massimo Bocchiola, Torino, Einaudi, 1997, ISBN 978-88-061-7489-7; Einaudi, 2010, ISBN 978-88-584-0119-4.
- Esperimento di verità (Experiment In Truth, 1992), trad. di Magiù Viardo e Massimo Bocchiola, Torino, Einaudi, 2001, ISBN 978-88-061-4857-7. [contiene: Il taccuino rosso, Perché scrivere?, Denuncia di sinistro e Vuol dire niente]
- L'arte della fame. Incontri, letture, scoperte, saggi di poesia e letteratura (The Art of Hunger, 1992), trad. di Massimo Bocchiola, Torino, Einaudi, 2002, ISBN 978-88-061-4526-2.
- Salman Rushdie Defense Pamphlet, scritto con Don DeLillo, 1994.
- Il taccuino rosso (The Red Notebook, su Granta, 1993; 1995), trad. di Magiù Viardo, Collana Nuages, Genova, Il Nuovo Melangolo, 1994, ISBN 978-88-701-8252-1; Collana digitale Quanti,Torino, Einaudi, 2013, ISBN 978-88-584-0737-0.
- Sbarcare il lunario. Cronaca di un iniziale fallimento (Hand to Mouth. A Chronicle of Early Failure, 1997), trad. di Massimo Bocchiola, Collana Supercoralli, Torino, Einaudi, 1997, ISBN 978-88-061-4342-8.
- Una menzogna quasi vera. Conversazioni con Gérard de Cortanze, trad. di Lisa Ginzburg, Collana Filigrana, Roma, Minimum Fax, 1998, ISBN 978-88-865-6861-6.
- Ho pensato che mio padre fosse Dio. Storie dal cuore dell'America raccolte e trascritte (True Tales of American Life, 2001; in precedenza col titolo I Thought My Father Was God, and Other True Tales from NPR's National Story Project, Picador, 2001), trad. di F. Oddera, Collana Supercoralli, Torino, Einaudi, 2002, ISBN 978-88-061-6398-3; Einaudi, 2012, ISBN 978-88-584-0543-7.
- Le trame della scrittura. Intervista di Matteo Bellinelli, trad. di M. Bellinelli, Collana Interviste e saggi brevi, Bellinzona, Casagrande, 2005, ISBN 978-88-771-3430-1.
- Diario d'inverno (Winter Journal, 2012), trad. di Massimo Bocchiola, Collana Supercoralli, Torino, Einaudi, 2012, ISBN 978-88-062-1306-0.
- Qui e ora. Lettere 2008-2011 (Here and Now: Letters, 2008-2011, 2013), con J. M. Coetzee, trad. di Massimo Bocchiola e Maria Baiocchi, Collana Frontiere, Torino, Einaudi, 2014, ISBN 978-88-062-1460-9.
- Notizie dall'interno (Report from the Interior, 2013), trad. di Monica Pareschi, Collana Supercoralli, Torino, Einaudi, 2013, ISBN 978-88-062-1603-0.
- Una vita in parole. Dialogo con I. B. Siegumfeldt (A Life in Words: In Conversation with I. B. Siegumfeldt, 2017), traduzione di Cristiana Mennella, Torino, Einaudi, 2019, ISBN 978-88-062-2973-3.
- Talking to Strangers: Selected Essays, Prefaces, and Other Writings, 1967-2017, 2019.
- Groundwork: Autobiographical Writings, 1979–2012, 2020.
- Ragazzo in fiamme. Vita e opere di Stephen Crane (Burning Boy: The Life and Work of Stephen Crane, 2021), trad. di Cristiana Mennella, Collana Supercoralli, Torino, Einaudi, 2022, ISBN 978-88-062-4504-7.
- Una nazione bagnata di sangue (Bloodhat Nation, 2021), fotografie di Spencer Ostrander,  trad. di Cristiana Mennella, Collana Frontiere, Torino, Einaudi, 2024, ISBN 978-88-06-25761-3.

### Sceneggiature
- Smoke & Blue in the Face (Smoke, 1995; Blue in the Face, 1995), trad. di Igor Legati, intervista all'Autore di L. Sebastian e K. C. Bailey, presentazione di Wayne Wang, Collana I Coralli, Torino, Einaudi, 1995, ISBN 978-88-061-3884-4.
- Lulu on the Bridge (Lulu on the Bridge, 1998), trad. di Massimo Bocchiola, Collana I coralli, Torino, Einaudi, 1999, ISBN 978-88-061-4982-6.
- La vita interiore di Martin Frost (The Inner Life of Martin Frost, 2007), trad. di Massimo Bocchiola, Collana L'Arcipelago, Torino, Einaudi, 2009, ISBN 978-88-061-8792-7.

## Carriera cinematografica
(Paul Auster, in Lo sguardo del flâneur di Ulf Peter Hallberg, p. 120)
La sua prima esperienza nel mondo del cinema, risalente al 1990, è stato La musica del caso (The Music of Chance), adattamento del suo omonimo romanzo:
(Paul Auster, nella puntata di Scrittori per un anno dedicata a lui)
Per il film Auster ha scritto il soggetto e ha assistito alla sceneggiatura di Belinda e Philip Haas, quest'ultimo marito della prima e regista del film. Inoltre, ha interpretato il ruolo dell'autista che nel finale del film - nel quale, a seguito di un incidente, muoiono Murks (M. Emmet Walsh) e il genero - offre un passaggio al sanguinante Jim Nashe (Mandy Patinkin), sopravvissuto all'incidente. Questo finale è, in realtà, un'originale variante di quello del romanzo:
(Paul Auster, in Lo sguardo del flâneur di Ulf Peter Hallberg, p. 120)
Nel 1995, raggiunge la notorietà in campo cinematografico con le collaborazioni con Wayne Wang: il risultato sono un capolavoro, Smoke, e il suo sequel Blue in the Face. Nel primo diviene co-regista (non accreditato), scrive il suo secondo soggetto cinematografico e la sua prima sceneggiatura che gli varrà il prestigioso Independent Spirit Award per la Miglior sceneggiatura d'esordio del 1996; la pellicola venne presentata tra le altre rassegne, anche al Festival di Berlino, vincendo un Orso d'argento, gran premio della giuria e ricevendo una Nomination per l'Orso d'oro, al Festival del film Locarno e ai David di Donatello, vincendo un premio per il Miglior attore straniero (Harvey Keitel) e ricevendo una Nomination al Miglior film straniero; Auster, inoltre, riceverà in condivisione con Wayne Wang il Premio Bodil per il Miglior film statunitense del 1996, una Nomination ai Premi César del 1996 per il Miglior film straniero e un'altra Nomination ai Nastri d'argento del 1996 per il Regista del miglior film straniero. Nel secondo lavora ancora come co-regista, scrive il soggetto e la sceneggiatura insieme al regista, ricevendo insieme a quest'ultimo una Nomination al Festival del cinema di Stoccolma del 1995, per il Cavallo di Bronzo al miglior film.
Tre anni dopo, nel 1998, lavora per la prima volta da solo alla regia, scrivendo anche soggetto e sceneggiatura, di Lulu on the Bridge, che venne presentato fuori concorso al Festival di Cannes del 1998 nella sezione Un Certain Regard e grazie al quale Auster ottenne una nomination alla Espiga de oro al miglior film alla Semana Internacional de Cine de Valladolid del 1998. Per quanto riguarda il protagonista del film Izzy Maurer, Auster si rivolse ad Harvey Keitel, ormai divenuto una delle figure più importanti nella sua carriera cinematografica, essendo già stato interprete del famoso personaggio Augustus "Auggie" Wren e avendo collaborato alla produzione di Blue in the Face:
(Paul Auster, nella puntata di Scrittori per un anno dedicata a lui)
Il lavoro di Auster, in campo cinematografico, può essere riassunto dalle sue stesse parole:
(Paul Auster, nella puntata di Scrittori per un anno dedicata a lui)
Auster si è inoltre occupato del casting dei suoi film:
(Paul Auster, nella puntata di Scrittori per un anno dedicata a lui)
In particolare si è interessato di trovare l'attore giusto per il personaggio di Cyrus Cole in Smoke:
(Paul Auster, nella puntata di Scrittori per un anno dedicata a lui)
Le attività nel campo del cinema sono completate dalla partecipazione in veste di giurato ai più importanti concorsi internazionali: è stato membro della giuria del Festival di Venezia nel 1996 e del Festival di Cannes nel 1997, e presidente della giuria del Festival di San Sebastian nel 2007.

## Filmografia

### Soggetto
- La musica del caso (The Music of Chance), regia di Philip Haas (1993) - da La musica del caso
- Smoke, regia di Wayne Wang (1995) - da Il racconto di Natale di Auggie Wren
- Blue in the Face, regia di Wayne Wang e Paul Auster (1995)
- Lulu on the Bridge, regia di Paul Auster (1998)
- The Center of the World, regia di Wayne Wang (2001)
- Fluxus (Fluxus Hair Trainer), regia di László Csáki - cortometraggio (2004) - da Timbuctù
- Le carnet rouge, regia di Mathieu Simonet - cortometraggio (2004) - da Il taccuino rosso
- La vita interiore di Martin Frost (The inner life of Martin Frost), regia di Paul Auster (2007) - da Il libro delle illusioni
- Act of God, regia di Jennifer Baichwal - documentario (2009)
- Mr. Vertigo, diretto da Spike Jonze, scritto da Terry Gilliam - lungometraggio in lavorazione (2015) - da Mr. Vertigo[28][29][30][31]
- Timbuktu, scritto e diretto da Diane English - lungometraggio in lavorazione - da Timbuctú
- In the Country of the Last Things, regia di Alejandro Chomski (2020) - da Nel paese delle ultime cose

### Sceneggiatore
- Smoke, regia di Wayne Wang (1995)
- Blue in the Face, regia di Wayne Wang e Paul Auster (1995)
- Lulu on the Bridge, regia di Paul Auster (1998)
- La vita interiore di Martin Frost (The inner life of Martin Frost), regia di Paul Auster (2007)
- Act of God, regia di Jennifer Baichwal - documentario (2009)
- It Was Mine, regia di Kajsa Næss e Cathinka Tanberg - cortometraggio d'animazione (2015)

### Regista
- Smoke, regia di Wayne Wang e Paul Auster (1995) - co-regista (non accreditato)
- Blue in the Face, regia di Paul Auster e Wayne Wang (1995)
- Lulu on the Bridge, regia di Paul Auster (1998)
- La vita interiore di Martin Frost (The inner life of Martin Frost), regia di Paul Auster (2007)

### Attore

#### Cinema

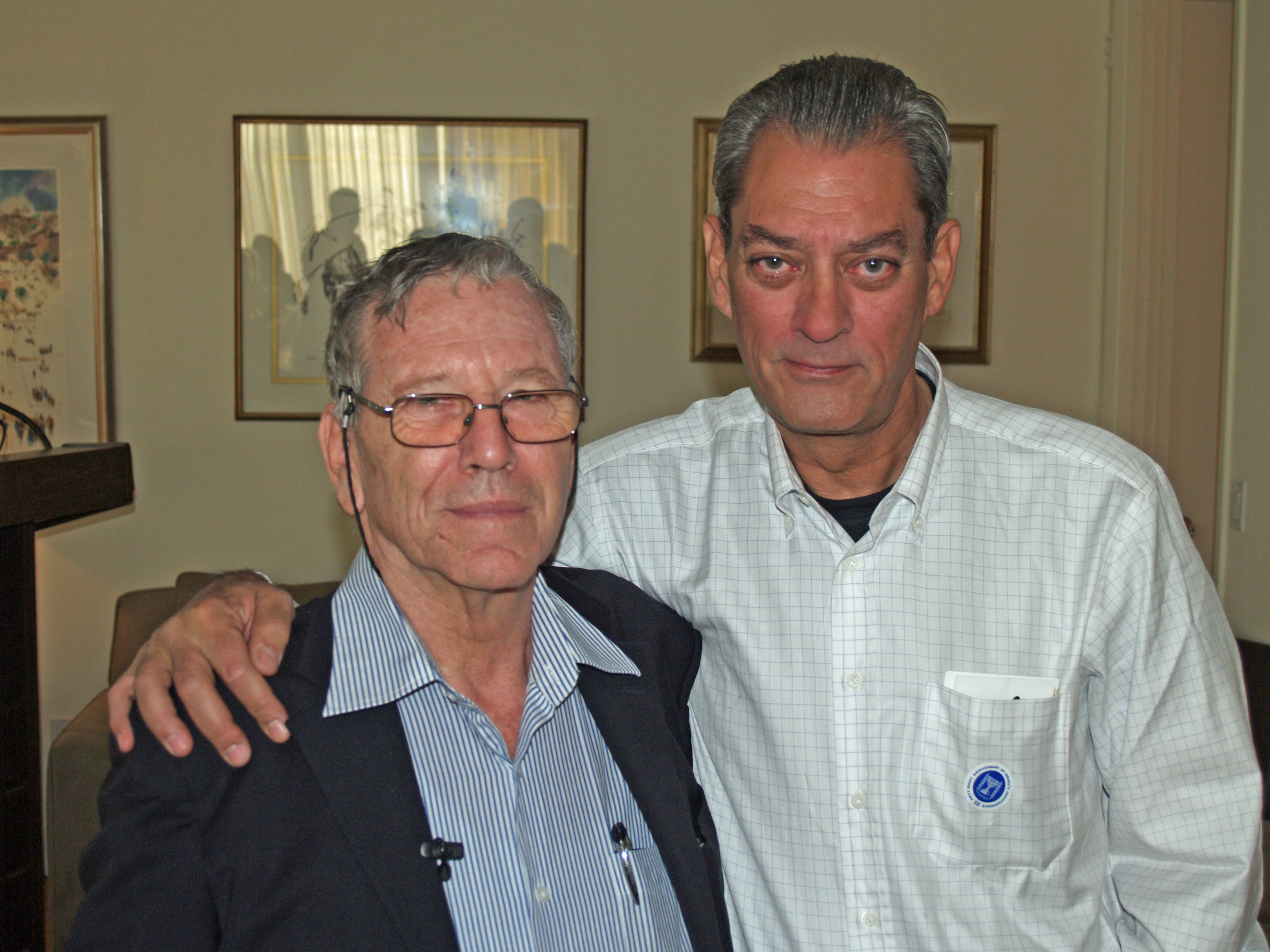
Paul Auster durante una colazione in onore insieme alla leggenda letteraria israeliana Amos Oz nell'Upper East Side di Manhattan a New York

- The Fall, regia di Peter Whitehead - documentario (1969) - Sé stesso
- La musica del caso (The Music of Chance), regia di Philip Haas (1993) - Autista (cameo)
- As Smart As They Are: The Author Project, regia di Joe Pacheco - documentario (2005) - Sé stesso
- Edge of Outside, regia di Shannon Davis - documentario (2006) - Sé stesso
- La vita interiore di Martin Frost (The inner life of Martin Frost), regia di Paul Auster (2007) - Narratore (voce, non accreditato)
- Doc, regia di Immy Humes - documentario (2008) - Sé stesso
- Amos Oz: The Nature of Dreams, regia di Masha Zur Glozman e Yonathan Zur - documentario (2009) - Sé stesso
- Act of God, regia di Jennifer Baichwal - documentario (2009) - Sé stesso
- The Look, regia di Angelina Maccarone - documentario (2011) - Sé stesso (episodio "Age")

#### Televisione
- Avisa'ns quan arribi el 2000 - serie TV, regia di Jordi Beltran e Albert Vinyoli, episodio 3x3, (47/90) (1998) - Sé stesso
- Sabine Christiansen - serie TV, episodio 4x33, (107/432) (Der 'erste Krieg' des 21. Jahrhunderts - Wie können wir uns schützen?!) (2001) - Sé stesso
- 20 heures le journal - serie TV, episodio 206/426 (2001) - Sé stesso (Intervista)
- The Charlie Rose Show - serie TV, episodio 430, 950, 1139/2799 (1997-2004) - Sé stesso
- Mein Leben - serie TV, regia di Victor Grandits e Jessica Krauß, episodio 62/77 (Paul Auster) (2006) - Sé stesso
- El blog de Cayetana - serie TV, regia di Cayetana Guillén Cuervo, Lauro Martín Blázquez e Santiago Tabernero, episodio 1x10, (10/10) (2007) - Sé stesso
- Cinema 3 - serie TV, regia di Jaume Figueras, episodio 281/488 (2007) - Sé stesso
- La tarda - serie TV, regia di Elisenda Roca, episodio 4x22, (268/522) (2008) - Sé stesso
- Continuarà... - serie TV, regia di Montserrat Mompó, episodio 348/524 (2008) - Sé stesso
- Èxit - serie TV, regia di Xavier Marcé, episodio 2x7, (7/24) (2008) - Sé stesso
- L'hora del lector - serie TV, regia di Emili Manzano, episodio 3x4 (54/158), 3x13 (63/158) (2008) - Sé stesso
- La grande librairie - serie TV, regia di Adrien Soland, episodio 1x16 (16/80), 3x4 (73/280) (2009) - Sé stesso
- Café littéraire - serie TV, episodio 8/8 (2009) - Sé stesso
- Gomorron - serie TV, episodio 1090/1606 (2011) - Sé stesso
- Les Carnets de route de François Busnel - documentario TV (2011) - Sé stesso
- Qwerty - serie TV, regia di Joan Barril e David Guzman, episodio 3x4 (73/280), 6x25 (219/280) (2008-2012) - Sé stesso
- Página 2 - serie TV, regia di Òscar López, episodio 2x5 (39/232), 5x21 (171/232) (2008-2012) - Sé stesso
- Ànima - serie TV, regia di Toni Puntí, episodio 5x27 (239/301) (2012) - Sé stesso
- Via llibre - serie TV, regia di Jaume Clèries, episodio 1x22 (22/73), 1x26 (26/73) (2012) - Sé stesso
- Skavlan - serie TV, episodio 9x4 (101/120) (2013) - Sé stesso

### Produttore
- I Remember, regia di David Chartier - cortometraggio (1999)
- La vita interiore di Martin Frost (The inner life of Martin Frost), regia di Paul Auster (2007)

### Ringraziamenti
- L'accompagnatrice (L'accompagnatrice), regia di Claude Miller (1992)
- Hjemkomst, regia di Tom Vilhelm Jensen - cortometraggio (2004)
- Broken Flowers, regia di Jim Jarmusch (2005)

### Filmati di repertorio
- Bestseller - serie TV, (2002) - 2 episodi
- La tele de tu vida (2007)
- 50 anys en companyia, regia di Lurdes Cortès - documentario TV (2009) - Se stesso

## Spettacoli

### Soggetto teatrale
- Escondite (2000)
- Laurel and Hardy Go To Heaven (2000)
- Natura morta per i diritti umani, regia di Roberto Andò (2007) - insieme a Peter Weiss, Umberto Eco, Jean Baudrillard, Elias Canetti
- Il caso Stillmann, regia di Daniele Salvo (2009) - lettura teatrale tratta da Città di vetro
- L'invenzione della solitudine, regia di Giorgio Gallione, con Giuseppe Battiston (2013) - spettacolo tratto dall'omonimo romanzo

## Riconoscimenti

### Letterari

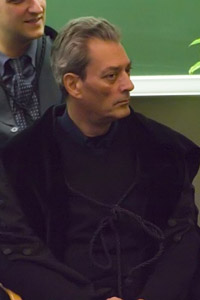
Paul Auster nel 2007

- 1986: Finalista all'Edgar Award 1986 per il miglior romanzo per Città di vetro
- 1989: Prix France Culture de Littérature Étrangère per Trilogia di New York
- 1990: Morton Dauwen Zabel Award dall'American Academy of Arts and Letters
- 1991: Finalista al Premio PEN/Faulkner per la narrativa per La musica del caso
- 1992: Cavaliere dell'Ordre des arts et des lettres
- 1993: Prix Médicis étranger per il Miglior romanzo di un autore straniero per Leviatano
- 1994: Vincitore del Premio Letterario Lucien Barrière al Festival del cinema americano di Deauville per Mr. Vertigo
- 1996: John William Corrington Award for Literary Excellence
- 1998: Ufficiale dell'Ordre des arts et des lettres
- 2000: Archbishop Juan de San Clemente Literature Prize per Timbuctú
- 2001: Candidato all'International IMPAC Dublin Literary Award per Timbuctú
- 2003: Madrid Booksellers' Guild's Award for Best Book of the Year per Il libro delle illusioni
- 2003: Membro della American Academy of Arts and Sciences[32]
- 2004: Finalista all'International IMPAC Dublin Literary Award per Il libro delle illusioni
- 2005: Which Book Award (votato dai lettori) per La notte dell'Oracolo
- 2005: Candidato all'International IMPAC Dublin Literary Award per La notte dell'Oracolo
- 2006: Premio Principe delle Asturie per la Letteratura (ricevuto negli anni precedenti da Günter Grass, Arthur Miller e Mario Vargas Llosa)
- 2006: Eletto alla American Academy of Arts and Letters per la Letteratura
- 2007: Laurea honoris causa dall'Università di Liegi
- 2007: Candidato all'International IMPAC Dublin Literary Award per Follie di Brooklyn
- 2007: Commendatore dell'Ordre des Arts et des Lettres[33]
- 2008: Candidato all'International IMPAC Dublin Literary Award per Viaggi nello scriptorium
- 2009: Premio Leteo (León, Spagna).
- 2009: Consegna del Sigillo della Città di Pordenone
- 2010: Medaglia Grand Vermeil al Salone del libro di Parigi[34]
- 2010: Candidato all'International IMPAC Dublin Literary Award per Uomo nel buio
- 2011: Candidato all'International IMPAC Dublin Literary Award per Invisibile
- 2011: Premio Napoli, Premio speciale - sezione Letterature straniere per Sunset Park
- 2012: Candidato all'International IMPAC Dublin Literary Award per Sunset Park

### Cinematografici
- Festival del cinema di Stoccolma
  - 1995: Nomination Cavallo di Bronzo al miglior film condiviso con Wayne Wang per Blue in the Face
- Premio Bodil
  - 1996: Miglior film statunitense condiviso con Wayne Wang per Smoke
- Premio César
  - 1996: Nomination Miglior film straniero condiviso con Wayne Wang per Smoke
- Independent Spirit Awards
  - 1996: Miglior sceneggiatura d'esordio per Smoke
- Nastro d'argento
  - 1996: Nomination Regista del miglior film straniero condiviso con Wayne Wang per Smoke
- David di Donatello
  - 1996: Nomination Miglior film straniero condiviso con Wayne Wang per Smoke - non accreditato
- Festival di Berlino
  - 1995: Nomination Orso d'oro condiviso con Wayne Wang per Smoke - non accreditato
- Premio Robert
  - 1996: Miglior film straniero condiviso con Wayne Wang per Smoke - non accreditato
- Festival del film Locarno
  - 1995: Prix du Public condiviso con Wayne Wang per Smoke - non accreditato
- Deutscher Filmpreis
  - 1996: Lola al miglior film straniero condiviso con Wayne Wang per Smoke - non accreditato
- Argentine Film Critics Association
  - 1998: Condor d'argento al miglior film straniero condiviso con Wayne Wang per Smoke - non accreditato
- Semana Internacional de Cine de Valladolid
  - 1998: Nomination Espiga de oro al miglior film per Lulu on the Bridge